# Бартон, Уилл
Уильям Денард «Уилл» Бартон (англ. William Denard "Will" Barton; родился 6 января 1991 года в Балтиморе, штат Мэриленд) — американский профессиональный баскетболист, играющий на позиции атакующего защитника.

## Профессиональная карьера

### Портленд Трэйл Блэйзерс (2012—2015)
В марте 2012 года Бартон решил отказаться от двух последних лет обучения и выставить свою кандидатуру на драфт НБА 2012 года. Он был выбран командой «Портленд Трэйл Блэйзерс» под общим 40-м номером. Свой первый матч в старте в НБА он провел 10 апреля 2013 года против «Лос-Анджелес Лейкерс».
26 февраля 2014 года Бартон набрал максимальные за сезон 20 очков и 11 подборов в победе над «Бруклин Нетс». В телевизионном интервью после игры, когда репортер спросил его о спонтанном скандировании болельщиков «Уилл Бартон», раздавшемся в конце игры, защитник ответил: «Мне нравится думать, что я - народный чемпион», тем самым мгновенно породив новое прозвище.

### Денвер Наггетс (2015—2022)
19 февраля 2015 года Бартон был обменян вместе с Виктором Клавером, Томасом Робинсоном и защищенным лотерейным выбором первого раунда драфта 2016 года в «Денвер Наггетс» на Аррона Аффлало и Алонзо Ги.
7 августа 2015 года Бартон переподписал контракт с «Наггетс».
20 декабря Бартон набрал 32 очка в матче с «Нью-Орлеан Пеликанс». Сильная предрождественская игра Бартона принесла ему признание в качестве возможного претендента на награду «Лучший шестой игрок года» в сезоне 2015-16. За первые 29 игр сезона в составе «Наггетс» Бартон набирал в среднем 15,7 очка, 6,1 подбора, 2,3 передачи и 1,1 перехвата за 29,0 минут.
16 марта 2017 года он набрал 35 очков в победе над «Лос-Анджелес Клипперс».
30 ноября 2017 года Бартон набрал 37 очков в матче против «Чикаго Буллз».
9 июля 2018 года Бартон переподписал контракт с «Наггетс». 20 октября 2018 года, во второй игре сезона, Бартон повредил правое бедро при выполнении броска в третьей четверти матча с «Финикс Санз». Впоследствии он выбыл на срок от пяти до шести недель после того, как 23 октября ему была сделана операция. Он пропустил больше, чем ожидалось, вернувшись в строй 12 января 2019 года в матче против «Санз» после 38 пропущенных игр; за 16 минут он набрал 6 очков.
4 марта 2022 года Бартон сделал свой 769-й трехочковый бросок в карьере и обошел Джей Ар Смита в звании абсолютного лидера по количеству трехочковых бросков среди игроков «Денвер Наггетс».

### Вашингтон Уизардс (2022—2023)
6 июля 2022 года Бартон был обменян вместе с Монте Моррисом в «Вашингтон Уизардс» на Кентавиуса Колдуэлла-Поупа и Иша Смита. 21 февраля 2023 года клуб и Бартон договорились о выкупе контракта.

### Торонто Рэпторс (2023)
28 февраля 2023 года Бартон подписал контракт с «Торонто Рэпторс».

### Гранада (2024)
В начале 2024 года Бартон заключил соглашение с московским ЦСКА, но не успел дебютировать за московскую команду, и контракт был расторгнут. После этого он подписал контракт с испанский клубом «Гранада», но сыграл всего 3 игры, и контракт был расторгнут.

### Сантурс (2024)
5 мая 2024 года стало известно, что Бартон заключил соглашение с клубом «Сантурс» из Пуэрто-Рико.

### Гуандун Саузерн Тайгерс (2024 — 2025)
6 сентября 2024 года Бартон подписал контракт с «Гуандун Саузерн Тайгерс» из Китайской баскетбольной ассоциации. 5 ноября его контракт был расторгнут.

### Атлантикос де Сан-Жерман (2025)
19 февраля 2025 года Бартон подписал контракт с клубом «Атлетикос де Сан-Жерман» из Высшей национальной лиги Пуэрто-Рико на сезон 2025 года.

### Завершение карьеры и лига BIG3
24 апреля 2025 года Бартон объявил о завершении карьеры.
18 июля 2025 года стало известно, что Бартон будет играть в лиге BIG3 за команду DMV Trilogy под руководством Стивена Джексона.

## Статистика

### Статистика в НБА
| Сезон                                                                                    | Команда   | Регулярный сезон | Регулярный сезон | Регулярный сезон | Регулярный сезон | Регулярный сезон | Регулярный сезон | Регулярный сезон | Регулярный сезон | Регулярный сезон | Регулярный сезон | Регулярный сезон | Серия плей-офф | Серия плей-офф | Серия плей-офф | Серия плей-офф | Серия плей-офф | Серия плей-офф | Серия плей-офф | Серия плей-офф | Серия плей-офф | Серия плей-офф | Серия плей-офф |
| Сезон                                                                                    | Команда   | GP               | GS               | MPG              | FG%              | 3P%              | FT%              | RPG              | APG              | SPG              | BPG              | PPG              | GP             | GS             | MPG            | FG%            | 3P%            | FT%            | RPG            | APG            | SPG            | BPG            | PPG            |
| ---------------------------------------------------------------------------------------- | --------- | ---------------- | ---------------- | ---------------- | ---------------- | ---------------- | ---------------- | ---------------- | ---------------- | ---------------- | ---------------- | ---------------- | -------------- | -------------- | -------------- | -------------- | -------------- | -------------- | -------------- | -------------- | -------------- | -------------- | -------------- |
| 2012/13                                                                                  | Портленд  | 73               | 5                | 12,2             | 38,2             | 13,8             | 76,9             | 2,0              | 0,8              | 0,5              | 0,1              | 4,0              | Не участвовал  | Не участвовал  | Не участвовал  | Не участвовал  | Не участвовал  | Не участвовал  | Не участвовал  | Не участвовал  | Не участвовал  | Не участвовал  | Не участвовал  |
| 2013/14                                                                                  | Портленд  | 41               | 0                | 9,4              | 41,7             | 30,3             | 81,3             | 1,8              | 0,8              | 0,2              | 0,2              | 4,0              | 7              | 0              | 11,6           | 50,0           | 54,5           | 83,3           | 1,7            | 0,4            | 0,1            | 0,3            | 6,4            |
| 2014/15                                                                                  | Портленд  | 30               | 0                | 10,0             | 38,0             | 22,2             | 66,7             | 1,1              | 0,9              | 0,5              | 0,1              | 3,0              | Не участвовал  | Не участвовал  | Не участвовал  | Не участвовал  | Не участвовал  | Не участвовал  | Не участвовал  | Не участвовал  | Не участвовал  | Не участвовал  | Не участвовал  |
| 2014/15                                                                                  | Денвер    | 28               | 0                | 24,4             | 44,3             | 28,4             | 81,0             | 4,6              | 1,9              | 1,2              | 0,5              | 11,0             | Не участвовал  | Не участвовал  | Не участвовал  | Не участвовал  | Не участвовал  | Не участвовал  | Не участвовал  | Не участвовал  | Не участвовал  | Не участвовал  | Не участвовал  |
| 2015/16                                                                                  | Денвер    | 82               | 1                | 28,7             | 43,2             | 34,5             | 80,6             | 5,8              | 2,5              | 0,9              | 0,5              | 14,4             | Не участвовал  | Не участвовал  | Не участвовал  | Не участвовал  | Не участвовал  | Не участвовал  | Не участвовал  | Не участвовал  | Не участвовал  | Не участвовал  | Не участвовал  |
| 2016/17                                                                                  | Денвер    | 60               | 19               | 28,4             | 44,3             | 37,0             | 75,3             | 4,3              | 3,4              | 0,8              | 0,5              | 13,7             | Не участвовал  | Не участвовал  | Не участвовал  | Не участвовал  | Не участвовал  | Не участвовал  | Не участвовал  | Не участвовал  | Не участвовал  | Не участвовал  | Не участвовал  |
| 2017/18                                                                                  | Денвер    | 81               | 40               | 33,1             | 45,2             | 37,0             | 80,5             | 5,0              | 4,1              | 1,0              | 0,6              | 15,7             | Не участвовал  | Не участвовал  | Не участвовал  | Не участвовал  | Не участвовал  | Не участвовал  | Не участвовал  | Не участвовал  | Не участвовал  | Не участвовал  | Не участвовал  |
| 2018/19                                                                                  | Денвер    | 43               | 38               | 27,7             | 40,2             | 34,2             | 77,0             | 4,6              | 2,9              | 0,4              | 0,5              | 11,5             | 14             | 3              | 23,4           | 34,8           | 27,3           | 69,2           | 4,8            | 1,7            | 0,3            | 0,6            | 9,1            |
| 2019/20                                                                                  | Денвер    | 58               | 58               | 33,0             | 45,0             | 37,5             | 76,7             | 6,3              | 3,7              | 1,1              | 0,5              | 15,1             | Не участвовал  | Не участвовал  | Не участвовал  | Не участвовал  | Не участвовал  | Не участвовал  | Не участвовал  | Не участвовал  | Не участвовал  | Не участвовал  | Не участвовал  |
| 2020/21                                                                                  | Денвер    | 56               | 52               | 31,0             | 42,6             | 38,1             | 78,5             | 4,0              | 3,2              | 0,9              | 0,4              | 12,7             | 3              | 1              | 27,7           | 44,2           | 33,3           | 100,0          | 4,3            | 2,7            | 0,7            | 0,3            | 16,3           |
| 2021/22                                                                                  | Денвер    | 71               | 71               | 32,1             | 43,8             | 36,5             | 80,3             | 4,8              | 3,9              | 0,8              | 0,4              | 14,7             | 5              | 5              | 34,4           | 40,9           | 39,3           | 66,7           | 5,6            | 2,8            | 0,8            | 0,2            | 13,8           |
| 2022/23                                                                                  | Вашингтон | 40               | 0                | 19,6             | 38,6             | 37,7             | 77,8             | 2,8              | 2,4              | 0,4              | 0,3              | 7,7              | Не участвовал  | Не участвовал  | Не участвовал  | Не участвовал  | Не участвовал  | Не участвовал  | Не участвовал  | Не участвовал  | Не участвовал  | Не участвовал  | Не участвовал  |
| 2022/23                                                                                  | Торонто   | 16               | 2                | 13,2             | 35,4             | 33,3             | 100,0            | 1,6              | 1,1              | 0,7              | 0,2              | 4,5              | Не участвовал  | Не участвовал  | Не участвовал  | Не участвовал  | Не участвовал  | Не участвовал  | Не участвовал  | Не участвовал  | Не участвовал  | Не участвовал  | Не участвовал  |
|                                                                                          | Всего     | 679              | 286              | 25,2             | 43,0             | 35,5             | 78,7             | 4,1              | 2,7              | 0,7              | 0,4              | 11,2             | 29             | 9              | 22,9           | 39,6           | 33,9           | 73,8           | 4,1            | 1,7            | 0,4            | 0,4            | 10,0           |
| Наведите курсор мыши на аббревиатуры в заголовке таблицы, чтобы прочесть их расшифровку. |           |                  |                  |                  |                  |                  |                  |                  |                  |                  |                  |                  |                |                |                |                |                |                |                |                |                |                |                |

### Статистика в Джи-Лиге
| Сезон                                                                                    | Команда        | Регулярный сезон | Регулярный сезон | Регулярный сезон | Регулярный сезон | Регулярный сезон | Регулярный сезон | Регулярный сезон | Регулярный сезон | Регулярный сезон | Регулярный сезон | Регулярный сезон | Серия плей-офф | Серия плей-офф | Серия плей-офф | Серия плей-офф | Серия плей-офф | Серия плей-офф | Серия плей-офф | Серия плей-офф | Серия плей-офф | Серия плей-офф | Серия плей-офф |
| Сезон                                                                                    | Команда        | GP               | GS               | MPG              | FG%              | 3P%              | FT%              | RPG              | APG              | SPG              | BPG              | PPG              | GP             | GS             | MPG            | FG%            | 3P%            | FT%            | RPG            | APG            | SPG            | BPG            | PPG            |
| ---------------------------------------------------------------------------------------- | -------------- | ---------------- | ---------------- | ---------------- | ---------------- | ---------------- | ---------------- | ---------------- | ---------------- | ---------------- | ---------------- | ---------------- | -------------- | -------------- | -------------- | -------------- | -------------- | -------------- | -------------- | -------------- | -------------- | -------------- | -------------- |
| 2012/13                                                                                  | Айдахо Стэмпид | 4                | 4                | 37,7             | 36,9             | 26,1             | 86,7             | 5,3              | 3,0              | 1,0              | 0,8              | 16,8             | Не участвовал  | Не участвовал  | Не участвовал  | Не участвовал  | Не участвовал  | Не участвовал  | Не участвовал  | Не участвовал  | Не участвовал  | Не участвовал  | Не участвовал  |
|                                                                                          | Всего          | 4                | 4                | 37,7             | 36,9             | 26,1             | 86,7             | 5,3              | 3,0              | 1,0              | 0,8              | 16,8             | Не участвовал  | Не участвовал  | Не участвовал  | Не участвовал  | Не участвовал  | Не участвовал  | Не участвовал  | Не участвовал  | Не участвовал  | Не участвовал  | Не участвовал  |
| Наведите курсор мыши на аббревиатуры в заголовке таблицы, чтобы прочесть их расшифровку. |                |                  |                  |                  |                  |                  |                  |                  |                  |                  |                  |                  |                |                |                |                |                |                |                |                |                |                |                |

### Статистика в NCAA
| Сезон | Команда | Conf  | Class | GP | GS | MPG  | FG%  | 3P%  | FT%  | RPG | APG | SPG | BPG | PPG  |
| --- | ------- | ----- | ----- | -- | -- | ---- | ---- | ---- | ---- | --- | --- | --- | --- | ---- |
| 2010/11 | Мемфис  | CUSA  | FR    | 35 | 25 | 30,6 | 42,8 | 26,5 | 69,9 | 4,9 | 2,8 | 1,5 | 0,5 | 12,3 |
| 2011/12 | Мемфис  | CUSA  | SO    | 35 | 34 | 35,3 | 50,9 | 34,6 | 74,9 | 8,0 | 2,9 | 1,4 | 0,7 | 18,0 |
| Всего | Всего   | Всего | Всего | 70 | 59 | 32,9 | 47,1 | 29,9 | 73,3 | 6,5 | 2,9 | 1,5 | 0,6 | 15,2 |
| Наведите курсор мыши на аббревиатуры в заголовке таблицы, чтобы прочесть их расшифровку Статистика приведена с сайта sports-reference.com |         |       |       |    |    |      |      |      |      |     |     |     |     |      |

### Статистика в других лигах
| Сезон | Команда                 | Лига                  | GP | GS | MPG  | FG%  | 3P%  | FT%  | RPG | APG | SPG | BPG | PFL | TOV | PPG  |
| --- | ----------------------- | --------------------- | -- | -- | ---- | ---- | ---- | ---- | --- | --- | --- | --- | --- | --- | ---- |
| 2023/24 | Все клубы               | Все лиги              | 21 | 18 | 28,6 | 42,1 | 38,1 | 73,5 | 3,5 | 3,6 | 0,8 | 0,4 | 2,0 | 1,6 | 15,4 |
| 2023/24 | Гранада                 | Чемпионат Испании     | 3  | 0  | 11,6 | 41,7 | 25,0 | 60,0 | 0,3 | 1,0 | 0,3 | 0,3 | 2,3 | 1,3 | 4,7  |
| 2023/24 | Кангрехерос де Сантурсе | Чемпионат Пуэрто-Рико | 18 | 18 | 31,4 | 42,2 | 38,5 | 74,6 | 4,1 | 4,0 | 0,8 | 0,4 | 1,9 | 1,7 | 17,2 |
| Всего | Всего                   | Всего                 | 21 | 18 | 28,6 | 42,1 | 38,1 | 73,5 | 3,5 | 3,6 | 0,8 | 0,4 | 2,0 | 1,6 | 15,4 |
| Наведите курсор мыши на аббревиатуры в заголовке таблицы, чтобы прочесть их расшифровку Статистика приведена с сайта basketball.realgm.com |                         |                       |    |    |      |      |      |      |     |     |     |     |     |     |      |